# Campionati mondiali di nuoto in vasca corta 2022 - 100 metri misti femminili
La gara di nuoto dei 100 m misti femminili dei Campionati mondiali di nuoto in vasca corta 2022 è stata disputata nei giorni 15 e 16 dicembre 2022 presso il Melbourne Sports and Aquatic Centre di Melbourne, in Australia.
Vi hanno preso parte 30 atleti da ?? nazioni.

## Podio
| Posizione | Atleta             | Nazionalità |
| --------- | ------------------ | ----------- |
| Oro       | Marrit Steenbergen | Paesi Bassi |
| Argento   | Beryl Gastaldello  | Francia     |
| Bronzo    | Louise Hansson     | Svezia      |

## Programma
Il programma è stato il seguente.
| Data             | Ora (UTC+1) | Turno      |
| ---------------- | ----------- | ---------- |
| 15 dicembre 2022 | 12:02       | Batterie   |
| 15 dicembre 2022 | 20:57       | Semifinali |
| 16 dicembre 2022 | 21:04       | Finale     |

## Record
Prima della manifestazione il record del mondo e il record dei campionati erano i seguenti.
|  | 56"51 | Katinka Hosszu Ungheria | 7 agosto 2017 Berlino, Germania |
|  | 56"70 | Katinka Hosszu Ungheria | 5 dicembre 2014 Doha, Qatar     |

## Risultati

### Batterie
| Posizione | Batteria | Corsia | Atleta                         | Nazionalità         | Tempo   | Note |
| --------- | -------- | ------ | ------------------------------ | ------------------- | ------- | ---- |
| 1         | 3        | 4      | Louise Hansson                 | Svezia              | 57.98   | Q    |
| 2         | 2        | 4      | Marrit Steenbergen             | Paesi Bassi         | 58.87   | Q    |
| 3         | 4        | 3      | Helena Gasson                  | Nuova Zelanda       | 58.92   | Q    |
| 4         | 4        | 5      | Mary-Sophie Harvey             | Canada              | 58.93   | Q    |
| 5         | 4        | 4      | Beryl Gastaldello              | Francia             | 59.19   | Q    |
| 6         | 2        | 5      | Costanza Cocconcelli           | Italia              | 59.19   | Q    |
| 7         | 2        | 3      | Lena Kreundl                   | Austria             | 59.29   | Q    |
| 8         | 2        | 6      | Rebecca Meder                  | Sudafrica           | 59.38   | Q    |
| 9         | 3        | 1      | Neza Klancar                   | Slovenia            | 59.42   | Q    |
| 10        | 3        | 5      | Sydney Pickrem                 | Canada              | 59.49   | Q    |
| 11        | 3        | 3      | Yui Ohashi                     | Giappone            | 0:59.49 | Q    |
| 12        | 4        | 6      | Emelie Fast                    | Svezia              | 59.53   | Q    |
| 13        | 2        | 2      | Tamara Potocká                 | Slovacchia          | 59.69   | Q    |
| 14        | 3        | 2      | Africa Zamorano Sanz           | Spagna              | 59.99   | Q    |
| 15        | 3        | 6      | Diana Petkova                  | Bulgaria            | 1:00.08 | Q    |
| 16        | 2        | 7      | Kayla Hardy                    | Australia           | 1:00.16 | Q    |
| 17        | 3        | 7      | Mckenna De Bever               | Perù                | 1:00.48 |      |
| 18        | 4        | 7      | Stefania Gomez Hurtado         | Colombia            | 1:01.27 |      |
| 19        | 2        | 1      | Maria Romanjuk                 | Estonia             | 1:01.32 |      |
| 20        | 4        | 1      | Stephanie Balduccini           | Brasile             | 1:01.58 |      |
| 21        | 1        | 4      | Kristen Elena Romano           | Porto Rico          | 1:01.76 |      |
| 22        | 4        | 8      | Chloe Isleta                   | Filippine           | 1:02.11 |      |
| 23        | 1        | 7      | Yujuan Chang                   | Hong Kong           | 1:02.64 |      |
| 24        | 1        | 1      | Jayla Pina                     | Capo Verde          | 1:05.18 |      |
| 25        | 3        | 8      | Arina Baikova                  | Lettonia            | 1:05.22 |      |
| 26        | 2        | 8      | Kirsten Andrea Fisher-Marsters | Isole Cook          | 1:07.40 |      |
| 27        | 1        | 3      | Mia Lee                        | Guam                | 1:10.55 |      |
| 28        | 1        | 2      | Jennifer Lynn Harding-Marlin   | Saint Kitts e Nevis | 1:13.46 |      |
| 29        | 1        | 6      | Kestra Kihleng                 | Micronesia          | 1:14.77 |      |
| 30        | 1        | 5      | Galyah Ngerchesiuch Mikel      | Palau               | 1:22.45 |      |
| DNS       | DNS      | DNS    | Kristyna Horska                | Rep. Ceca           | DNS     |      |

### Semifinali
| Posizione | Batteria | Corsia | Atleta               | Nazionalità   | Tempo   | Note |
| --------- | -------- | ------ | -------------------- | ------------- | ------- | ---- |
| 1         | 1        | 4      | Marrit Steenbergen   | Paesi Bassi   | 0:57.65 | Q    |
| 2         | 2        | 4      | Louise Hansson       | Svezia        | 0:58.05 | Q    |
| 3         | 2        | 7      | Sydney Pickrem       | Canada        | 0:58.54 | Q    |
| 4         | 1        | 3      | Beryl Gastaldello    | Francia       | 0:58.61 | Q    |
| 5         | 1        | 6      | Rebecca Meder        | Sudafrica     | 0:58.98 | Q    |
| 6         | 2        | 6      | Lena Kreundl         | Austria       | 0:59.04 | Q    |
| 7         | 1        | 5      | Mary-Sophie Harvey   | Canada        | 0:59.13 | Q    |
| 8         | 2        | 5      | Helena Gasson        | Nuova Zelanda | 0:59.15 | Q    |
| 9         | 2        | 2      | Neza Klancar         | Slovenia      | 0:59.27 |      |
| 10        | 2        | 3      | Costanza Cocconcelli | Italia        | 0:59.34 |      |
| 11        | 2        | 8      | Diana Petkova        | Bulgaria      | 0:59.45 |      |
| 12        | 1        | 2      | Yui Ohashi           | Giappone      | 0:59.45 |      |
| 13        | 2        | 1      | Tamara Potocká       | Slovacchia    | 0:59.55 |      |
| 14        | 1        | 7      | Emelie Fast          | Svezia        | 0:59.61 |      |
| 15        | 1        | 8      | Kayla Hardy          | Australia     | 0:59.75 |      |
| -         | 1        | 1      | Africa Zamorano Sanz | Spagna        | DSQ     |      |

### Finale
| Posizione | Corsia | Atleta             | Nazionalità   | Tempo   | Note |
| --------- | ------ | ------------------ | ------------- | ------- | ---- |
|           | 4      | Marrit Steenbergen | Paesi Bassi   | 0:57.53 |      |
|           | 6      | Beryl Gastaldello  | Francia       | 0:57.63 |      |
|           | 5      | Louise Hansson     | Svezia        | 0:57.68 |      |
| 4         | 3      | Sydney Pickrem     | Canada        | 0:58.26 |      |
| 5         | 8      | Helena Gasson      | Nuova Zelanda | 0:58.40 |      |
| 6         | 2      | Rebecca Meder      | Sudafrica     | 0:58.46 |      |
| 7         | 7      | Lena Kreundl       | Austria       | 0:58.79 |      |
| 8         | 1      | Mary-Sophie Harvey | Canada        | 0:59.11 |      |